# D. L. Hawkins
Pour les articles homonymes, voir Hawkins.
D. L. Hawkins (ou son vrai prénom Daniel Lawrence Hawkins)  est un personnage de fiction du feuilleton télévisé américain Heroes (NBC), interprété par Leonard Roberts.

## Son histoire

### Volume 1: Genesis
Daniel Lawrence, alias D.L., est le père de Micah et mari de Niki. Ancien manœuvre sur des chantiers, il a volé 2 millions de dollars à Linderman pour subvenir aux besoins de sa famille. Mais Jessica l'a doublé en éliminant son gang, en volant l'argent et en lui faisant porter le chapeau. Il est depuis considéré comme un dangereux criminel et a été emprisonné. Échappé de prison, la police est à ses trousses. Après avoir retrouvé Niki et Micah, il découvre le pouvoir de Niki et enlève Micah afin de le protéger. Après le séjour de Niki en prison, Niki et D.L. vivent à nouveau ensemble. Mais ce dernier découvre rapidement que Jessica travaille pour Linderman et que Niki n'a plus le contrôle de son corps. Linderman propose 20 millions à Jessica si elle tue D.L. qui préfère rendre son corps à Nikki. Linderman décide alors de tirer sur elle mais D.L. s'interpose et se prend la balle. Alors que Linderman, s'apprête à retirer, D. L. utilise son pouvoir pour traverser sa tête et broyer son cerveau.

### Volume 2: Générations
Dans l'épisode 4 months ago il apparaît que D. L. a survécu au coup de pistolet de Linderman. C'est Bob qui va payer les frais médicaux en échange de l'aide de Niki. Il s'est reconverti en pompier et a utilisé son pouvoir pour secourir un enfant dans un incendie ce qui fait de lui un héros aux yeux de son fils et de la ville qui lui remet une médaille. Il part à Los Angeles chercher Niki qui n'a pas pris les médicaments fournis par la Compagnie et a perdu le contrôle de son corps. D. L. lui montre une photo de leur famille et Niki récupère son corps. Néanmoins la personne avec qui dansait le double de Nikki sort un pistolet et tire sur D. L. qui n'a pas le temps d'utiliser son pouvoir. 

## Pouvoir
- D.L a la capacité de traverser toute matière solide, comme les portes, les murs ou les personnes. Il est intangible dès qu'il active son pouvoir et ne peut donc pas subir de dégâts.